# Campeonato Amapaense de Futebol - Série B de 1964
O Campeonato Amapaense de Futebol - Série B de 1964 foi a 8° edição da Segundona Amapaense, realizada de forma amadora, terminando com o Ypiranga sendo campeão pela 1ª vez.

## Regulamento
As equipes jogavam entre-si em turno e returno, as 2 equipas que ficavam com maior pontuação iriam para a final. Os critérios de desempate eram Prorrogação e Penâltis, e caso tivesse a desistência de alguma equipe o jogo ficaria como 0-0.

## Equipes Participantes
| Equipe           | Cidade  | Títulos       |
| ---------------- | ------- | ------------- |
| Fazendinha       | Macapá  | 1 (1958)      |
| Guarany          | Macapá  | 2 (1959,1962) |
| Independente     | Santana | —             |
| Santa Cruz       | Macapá  | 1 (1956)      |
| Sete de Setembro | Macapá  | —             |
| Ypiranga         | Macapá  | —             |

## Torneio Início
Antes do início do campeonato, foi realizado o Torneio Início da Segunda Divisão, na época chamado de Torneio de Apresentação, que a pedido dos desportistas locais, teve o patrocínio da Revista ICOMI. O torneio teve os mesmos participantes do campeonato principal daquele ano, e foi vencido pela equipe do Guarany, após vencer a equipe do Independente na final.

## Classificação

### 1° Turno
| Equipe           | Pts. | J | V | E | D | GM | GS | SG |
| ---------------- | ---- | - | - | - | - | -- | -- | -- |
| Ypiranga         | 4    | 2 | 2 | 0 | 0 | 10 | 2  | +8 |
| Fazendinha       | 3    | 3 | 1 | 1 | 1 | 5  | 7  | -2 |
| Independente     | 2    | 3 | 0 | 2 | 0 | 4  | 5  | -1 |
| Santa Cruz       | 2    | 2 | 0 | 2 | 0 | 3  | 3  | 0  |
| Guarany          | 2    | 2 | 1 | 0 | 1 | 5  | 9  | -4 |
| Sete de Setembro | 1    | 2 | 0 | 1 | 0 | 3  | 4  | -1 |

| 07 de junho | Guarany | - | Independente |                                 |
|             |         |   |              | Árbitro: Raimundo Pessoa Borges |

| 14 de junho | Independente | 1-1 | Santa Cruz  |                      |
|             | Gol marcado  |     | Gol marcado | Árbitro: Wilson Sena |

| 21 de junho | Ypiranga       | 2-1 | Sete de Setembro |                          |
|             | Darcy · Suzico |     | Adalto           | Árbitro: José Maria Leão |

| 28 de junho | Fazendinha | 1-4 | Guarany                   | Glicerão, Macapá                      |
|             | João Brito |     | Dalmo · Cambraia · Miguel | Árbitro: Maurício Monteiro da Piedade |

| 05 de julho | Sete de Setembro          | 2-2 | Independente              | Glicerão, Macapá |
|             | Gol marcado · Gol marcado |     | Gol marcado · Gol marcado |                  |

| 12 de julho | Independente | 1-2 | Fazendinha                | Glicerão, Macapá |
|             | Gol marcado  |     | Gol marcado · Gol marcado |                  |

| 20 de julho | Ypiranga                               | 8-1 | Guarany    | Glicerão, Macapá                 |
| [ nota 4 ]  | Artur · Narciso · Lery · Ary · Almeida |     | GC' Barata | Árbitro: Francisco Sales de Lima |

| 26 de julho | Fazendinha | 2-2 | Santa Cruz    | Glicerão, Macapá |
|             | Ubiracy    |     | Pelado · Vovô |                  |

| 2 de agosto | Sete de Setembro | - | Guarany |  |
|             |                  |   |         |  |

### 2° Turno
| Equipe           | Pts. | J | V | E | D | GM | GS | SG  |
| ---------------- | ---- | - | - | - | - | -- | -- | --- |
| Ypiranga         | 9    | 5 | 5 | 0 | 0 | 26 | 6  | +21 |
| Independente     | 9    | 5 | 5 | 0 | 0 | 22 | 7  | +15 |
| Fazendinha       | 0*   | 2 | 0 | 0 | 2 | 4  | 8  | -4  |
| Santa Cruz       | 0*   | 2 | 0 | 0 | 2 | 0  | 5  | -5  |
| Guarany          | 0*   | 2 | 0 | 0 | 2 | 1  | 12 | -11 |
| Sete de Setembro | 0*   | 2 | 0 | 0 | 2 | 3  | 19 | -16 |

Nota: Apenas há os resultados das partidas do Ypiranga e Independente no 2° Turno.
|  | Independente                                                                      | 6-0 | Guarany |  |
|  | Gol marcado · Gol marcado · Gol marcado · Gol marcado · Gol marcado · Gol marcado |     |         |  |

|  | Ypiranga                                                            | 5-2 | Fazendinha                |  |
|  | Gol marcado · Gol marcado · Gol marcado · Gol marcado · Gol marcado |     | Gol marcado · Gol marcado |  |

|  | Independente              | 2-2 | Ypiranga                  | Augusto Antunes, Macapá |
|  | Gol marcado · Gol marcado |     | Gol marcado · Gol marcado |                         |

|  | Fazendinha                | 2-3 | Independente                            |  |
|  | Gol marcado · Gol marcado |     | Gol marcado · Gol marcado · Gol marcado |  |

|  | Sete de Setembro | 0-11 | Ypiranga | Augusto Antunes, Macapá |
|  |                  |      | Gol marcado · Gol marcado · Gol marcado · Gol marcado · Gol marcado · Gol marcado · Gol marcado · Gol marcado · Gol marcado · Gol marcado · Gol marcado |                         |

|  | Independente                                                                                                  | 8-3 | Sete de Setembro                        |  |
|  | Gol marcado · Gol marcado · Gol marcado · Gol marcado · Gol marcado · Gol marcado · Gol marcado · Gol marcado |     | Gol marcado · Gol marcado · Gol marcado |  |

|  | Ypiranga                  | 2-0 | Santa Cruz |  |
|  | Gol marcado · Gol marcado |     |            |  |

|  | Santa Cruz | 0-3 | Independente                            |  |
|  |            |     | Gol marcado · Gol marcado · Gol marcado |  |

|  | Guarany     | 1-6 | Ypiranga                                                                          |  |
|  | Gol marcado |     | Gol marcado · Gol marcado · Gol marcado · Gol marcado · Gol marcado · Gol marcado |  |

## Final
A final ocorreu no Estádio Augusto Antunes,em Macapá,com as equipes do Ypiranga e Independente em busca do título. A equipe do Ypiranga que tinha o treinador Francisco Sales de Lima (Chicão) e os jogadores Manguinha, Lindoval, Barata, Guaracy e Suzico, Adauto e Ary, Peninha, Artur, Narciso e Almeida no time titular venceu o Independente numa decisão por 6x3. A equipe do Ypiranga ainda tinha no banco de reservas Elcio, Horácio, Otílio, Gadelha, Lery, Trombone, Tônati e Sabá Balieiro. Com a conquista,o Ypiranga foi promovido para o Campeonato Amapaense de Futebol do ano de 1965.
| 1964 | Ypiranga                                                                          | 6 - 3 | Independente                            | Augusto Antunes, Macapá |
|      | Gol marcado · Gol marcado · Gol marcado · Gol marcado · Gol marcado · Gol marcado |       | Gol marcado · Gol marcado · Gol marcado |                         |

| Ypiranga | Independente |

## Premiação

### Torneio Principal
| Campeonato Amapaense de Futebol de 1964 Segunda Divisão |
| ------------------------------------------------------- |
| Ypiranga Campeão (1.º título)                           |

### Torneio Início
| Campeonato Amapaense de Futebol de 1964 Segunda Divisão - Torneio Início |
| ------------------------------------------------------------------------ |
| Guarany Campeão (1.º título)                                             |